# Jorge Calado
Pour les articles homonymes, voir Calado.
Jorge Oliveira Calado est un footballeur portugais né le 7 juin 1946 au Mozambique portugais. Il évoluait aux postes de défenseur et de milieu de terrain.

## Biographie
Né au Mozambique portugais, alors colonie portugaise, Jorge Calado commence sa carrière avec le Benfica Lisbonne en 1961. Il fait ses débuts le 26 novembre 1961 lors d'une victoire 5-3 contre le Caldas SC en Coupe du Portugal 1961-1962 où il marque un but.
Calado passe la majeure partie de sa carrière avec Benfica, remportant cinq championnats, trois coupes nationales et trois Coupes Ribeiro dos Reis. Il participe également à quatre matchs de la Coupe d'Europe des clubs champions et à un match de la Coupe des villes de foires 1966-1967.
Lors de la saison 1968-1969, il est prêté au Leixões SC, avec lequel il termine onzième du championnat. En 1971, il rejoint l'União de Tomar , avec lequel il obtient la douzième place en Primeira Divisão 1971-1972.
En 1972, Calado signe avec Belenenses, club avec lequel il termine deuxième du championnat Primeira Divisão 1972-1973. La saison suivante, Belenenses termine cinquième et est éliminé au premier tour de la Coupe UEFA 1973-1974 par les Wolverhampton Wanderers.
En 1974, Calado retourne à l'União de Tomar , avec lequel il termine douzième. En 1975, il se rend aux États-Unis pour jouer avec les Boston Minutemen, où il retrouve son ancien coéquipier de Benfica, Eusébio. Les Minutemen remportent leur groupe en 1975 mais sont éliminés en quarts de finale des playoffs.
Il retourne ensuite à l'União de Tomar  pour la saison 1975-1976, mais l'équipe est reléguée. Après cette saison, il retourne aux Boston Minutemen, puis rejoint les Rochester Lancers en 1976, avec lesquels il est éliminé au premier tour des playoffs par les Toronto Metros-Croatia, futurs champions.
De retour au Portugal, il joue pour Viseu e Benfica puis termine sa carrière au SRD Neigras en 1981.

## Palmarès
Benfica Lisbonne
- Championnat du Portugal (5) :
  - Champion : 1963-64, 1964-65, 1966-67, 1967-68 et 1970-71.

- Coupe du Portugal (3) :
  - Vainqueur : 1961-62, 1963-64 et 1969-70.

- Coupe Ribeiro dos Reis (3) :
  - Vainqueur : 1964, 1966 et 1971